# Південний Кавказ
40°22′46″ пн. ш. 49°53′28″ сх. д. / 40.379569444444° пн. ш. 49.891230555556° сх. д.
Півде́нний Кавка́з, інколи — Закавка́ззя (абх. Аладатәи Кавказ, азерб. Cənubi Qafqaz, вірм. Անդրկովկաս, груз. სამხრეთი კავკასია, ос. Фæскавказ, Хуссар Кавказ) — регіон, розташований на південь від Головного, або Вододільного, хребта Великого Кавказу. До Закавказзя відносяться велика частина південного схилу Великого Кавказу, Колхідська низовина і Куранська западина, Карабаське нагір'я, Джавахетсько-Вірменське нагір'я, Талиські гори з Ленкоранською низовиною. В межах Закавказзя розташовані три міжнародно визнані країни — Грузія, Азербайджан і Вірменія. Межує на півночі з Російською Федерацією, на півдні з Ісламською Республікою Іран та Туреччиною. На заході омивається Чорним морем, а на сході Каспійським морем.

## Історія
Південний Кавказ, як і весь Кавказ, — важливий геополітичний регіон, з глибокої давнини представляв сполучну ланку між країнами Сходу і Заходу і знаходився на перехресті торгових шляхів між Середнім Сходом і Європою, міграційних хвиль, армій завойовників, що прагнули опанувати стародавніми і середньовічними державами Закавказзя. Широкі були торгові та культурні зв'язки цих держав між собою і з суміжними країнами Європи та Сходу — Іраном, Індією, Китаєм тощо. Тут в IX—VI століттях до н. е. розташовувалася одна з найдавніших держав світу — Урарту, що охоплювала в період своєї могутності все Вірменське нагір'я, а ближче до нашої ери — Колхидське царство, Кавказька Албанія. Від стародавніх цивілізацій залишилися шедеври архітектури, видатні літературні пам'ятники.
Наявність родючих земель, водних ресурсів і м'якого клімату сприяла створенню розвиненого сільського господарства — зрошуваного землеробства, пасовищного тваринництва. Торгівля призводила до розвитку ремесел, будівництва міст, розвитку транспорту.
З іншого боку, багаті землі постійно привертали увагу сильних і войовничих сусідів — спочатку це була Римська імперія, потім — Візантія, араби. У XIII–XV століттях — татаро-монголи і Тамерлан. Потім Закавказзя стала об'єктом суперництва між Персією і Османською імперією.
Середньовіччя було часом нескінченних війн, геноциду, работоргівлі, феодальних розбратів і спустошливих походів чужоземних завойовників. Особливо жорстоко південні сусіди обходилися з християнами — грузинами та вірменами. Трохи легше було народам, що прийняли іслам.
Знайдений в Еблі (сучасне городище Тель-Мардіх, Сирія) унікальний клинописний архів XXIV ст. до н. е. свідчить про сталий імпорт благородних металів з Південного Кавказу.

## Південний Кавказ у складі СРСР
На загальносоюзному рівні використовувалися ті економічні переваги, які має у своєму розпорядженні Закавказзя— високий гідроенергетичний потенціал, наявність родовищ залізних і поліметалевих руд, нафти, можливості для розвитку курортно-санаторного господарства, плодівництва і виноградарства, виноробства, чаївництва, пасовищного тваринництва.
В той самий час рівень розвитку продуктивних сил залишався недостатнім для повного використання людських ресурсів, особливо в сільській місцевості, що приводило до відтоку населення в міста і за межі Закавказзя; значну частку місцевої економіки складала економіка тіньова, що приводило до украй високого рівня корупції місцевої радянської, партійної і господарської номенклатури, правоохоронних і судових органів; культивувалася система кланів, що розподіляли між собою пости в радянській і господарській ієрархії; існувало значне майнове розшарування серед населення.
Події кінця 1980-х — початки 1990-х років також продемонстрували провал національної політики КПРС, направленої на нівеляцію рівня соціально-економічного розвитку радянських націй і формування нової спільності, — радянського народу. Лібералізація політичного життя і розвиток гласності привели до різкого підйому націоналізму, до якого керівництво республік виявилося не готовим. Почалася ланцюгова реакція: виникнення націоналістичних організацій і партій, Народних фронтів — висунення політичних вимог, включаючи вимоги незалежності — спроби заспокоєння, арешти, судові процеси над націоналістичними лідерами — демонстрації протесту — застосування озброєного насильства з боку влади для розгону демонстрацій (Тбілісі) — введення військ з метою зупинити хвилю національно-визвольного руху, (Баку) — пред'явлення вимог на здійснення декларованого в конституціях права на самовизначення — багатотисячні потоки біженців і переміщених осіб (Вірменія — НКАО Азербайджан) — національні погроми, грабунки, вбивства (Сумгаїтський погром, вірменський погром в Баку, Нагірний Карабах, Вірменія) — застосування озброєних сил для придушення погромів — численні жертви серед мирного населення — ліквідація національних автономій (Абхазія, Південна Осетія, НКАО) — пред'явлення місцевими парламентами претензій до центрального керівництва і звинувачень в бездіяльності і/або підтримці одній зі сторін у конфлікті — ухвалення рішень про вихід зі складу СРСР.

## Південний Кавказ після розпаду СРСР

Сучасна мапа Південного Кавказу

Події в Південному Кавказі зіграли важливу роль в розвалі Радянського Союзу. До цього моменту влада в закавказьких республіках вже знаходилася в руках радикальних націоналістичних лідерів, а з отриманням незалежності вони дістали доступ і до запасів зброї на складах і військових базах Закавказького військового округу. Частини радянських озброєних сил, дислоковані тут, в основному складалися з місцевого населення. Для управління складною бойовою технікою (авіація, ППО, танки) терміново набиралися найманці, зокрема з Росії і України. Все було готово для регіональних конфліктів. 1992—1993 роки були ознаменовані кровопролитними конфліктами між Азербайджаном, Вірменією і Нагірним Карабахом, Грузією та Абхазією, Грузією і Південною Осетією.
Азербайджан — єдина держава Південного Кавказу, що зуміла забезпечити більш-менш прийнятний рівень життя для свого населення коштом поки що не повністю вироблених і знов відкритих нафтогазових родовищ. Істотна частина валютних доходів поступає в республіку від численних громадян Азербайджану, що займаються економічною діяльністю в Росії. Побудований Основний експортний нафтопровід Баку–Тбілісі–Джейхан, який забезпечить Азербайджану альтернативний вихід на світові ринки збуту вуглеводнів. Проте Азербайджан не контролює частину своєї території — Нагірний Карабах (колишня НКАО), а також повністю або часткові сім прилеглих районів Азербайджану (включаючи територію між НКАО і Вірменією — «Лачинський коридор»); посилює соціально-економічну ситуацію наявність декількох сотень тисяч біженців, вигнаних з місць постійного мешкання у Вірменії, і внутрішніх переселенців з окупованого Карабаху і прилеглих до нього районів республіки. Вірменія повністю блокована і не має власних транспортних виходів на зовнішній світ. Залізниця через Грузію перекрита на грузино-абхазькій межі. Економіка республіки в занепаді. Країна з початку 1990-х перебуває у стані війни. Грузії доводиться вирішувати цілий клубок взаємозв'язаних проблем — економіка зруйнована, курортне чорноморське узбережжя недоступне, у внутрішній Грузії соціальну напруженість підсилює присутність декількох сотень тисяч біженців з Абхазії.

## Держави Південного Кавказу
| Прапор | Герб | Мапа | Назва офіційна назва                   | Назва державною мовою                       | Форма правління | Валюта                 | Столиця | Площа  | Населення |
| ------ | ---- | ---- | -------------------------------------- | ------------------------------------------- | --------------- | ---------------------- | ------- | ------ | --------- |
|        |      |      | Азербайджан Азербайджанська республіка | азерб. Azərbaycan (Azərbaycan Respublikası) | Республіка      | Азербайджанський манат | Баку    | 86 600 | 9 496,6   |
|        |      |      | Вірменія Республіка Вірменія           | вірм. Հայաստան (Հայաստանի Հանրապետություն)  | Республіка      | Вірменський драм       | Єреван  | 29 743 | 2 970,5   |
|        |      |      | Грузія Республіка Грузія               | груз. საქართველო (საქართველოს რესპუბლიკა)   | Республіка      | Ларі                   | Тбілісі | 69 700 | 4 570,9   |

Невизнані держави
- Нагірно-Карабаська Республіка
- Південна Осетія
- Республіка Абхазія

## Російські військові об'єкти на Південному Кавказі
- Азербайджан
  - РЛС «Габала»
- Грузія
  - угрупування миротворчих сил в Абхазії (близько 1600 осіб), штаб в Сухумі
  - угрупування миротворчих сил в Південній Осетії (близько 600 осіб), штаб в Цхінвалі
- Вірменія
  - 102-а військова база в Гюмрі

## Ресурси Інтернету
- Caucasian Review of International Affairs — an academic journal on the South Caucasus
- Caucasus Analytical Digest — Journal on the South Caucasus
- Transcaucasia (The Columbia Encyclopedia article)